# Сплави с памет на форма
Сплави с памет на форма (СПФ) са материали, чиято фундаментална особеност е начинът, по който протича фазовата трансформация на кристалната им решетка. Фазовата трансформация е мартензитна, т.е. материалът преминава от фаза с по-висока симетрия – аустенитна, наричана „родителска“, към тази с по-ниска симетрия – мартензитна. Аустенитната фаза винаги е при по-високи температури от мартензитната. Ефектът на памет се дължи на обратимостта на мартензитната трансформация. Първоначалната форма се задава, когато материалът е в аустенитна фаза. Обектът се деформира, когато материалът е в мартензитна фаза. Ефектът на памет се реализира чрез загряване, при което протича обратната трансформация от мартензит в аустенит, при което деформираният обект възстановява първоначалната си форма.
При приложение на ефекта на памет се различават два варианта: еднопосочен, с памет на една – високотемпературна – форма на предмета; двупосочен, с памет на две – високотемпературна и нискотемпературна – форми на предмета. За двупосочната памет са необходими допълнителни цикли нагряване/деформиране (т.нар. трениране).
Памет на форма се наблюдава в метални сплави на базата на никел, желязо, мед и др. Някои от СПФ притежават свойството псевдоеластичност (свръхеластичност). Най-известни и широко разпространени представители на такива материали са никел-титановите сплави (нитинол).

## Механизъм
При механично въздействие върху един обект от конвенциален материал се наблюдава деформация, която при неголямо натоварване е еластична (обратима), а при неговото увеличаване става пластична (необратима). На атомарно ниво деформацията е резултат на изменение на междуатомните разстояния, като обратимостта или необратимостта на деформацията се определя от степента на изменението на междуатомните разстояния. При СПФ, за разлика от конвенционалните сплави, първоначалната форма на обекта може да се възстанови и след пластичната деформация. В основата на този ефектът, който се нарича памет на форма, лежи процесът на фазовата трансформация на материала, която протича както при деформирането на обекта, така и при възстановяването на неговата форма. Фазовата трансформация при СПФ е мартензитна.

### Мартензитна трансформация
СПФ притежават две стабилни кристални структури – аустенитна (високотемпературна) и мартензитна (нискотемпературна). Мартензитната структура има две модификации – двойникувана, която е основна и се получава спонтанно при охлаждане на сплавта, и недвойникувана, в която материалът преминава под действие на механично натоварване (механично напрежение, стрес).
При мартензитната фазова трансформация материалът преминава от структура с по-висока симетрия на кристалната решетка – аустенитна, към тази с по-ниска симетрия – мартензитна. Трансформацията е твърдотелна и се реализира чрез поява на зародиши на мартензитна фаза и тяхното разрастване в „родителската“ аустенитна фаза. Процесът е обусловен не от дифузия на атоми, а от тяхното съгласувано и колективно преместване на разстояния по-малки от параметрите на елементарната клетка. Тъй като механизмът не е дифузионен, мартензитната трансформация протича практически мигновено. По-ниската симетрия на мартензита позволява от една и съща „родителска“ аустенитна фаза да се образуват т.нар. варианти или домейни на мартензит с различна ориентация, в резултат на което се поражда двойникувана структура. При мартензитната трансформация се запазва външната форма, която предметът е имал в аустенитната фаза.
Фазовите трансформации, т.е. преминаването от аустенит в мартензит и обратно, протичат в резултат на промяна на температурата на материала. При някои сплави трансформацията от аустенит в мартензит се реализира и под действие на механичен стрес, в този случай се проявява ефектът на псевдоеластичност, наричан също свръхеластичност.

#### Термичен цикъл
При охлаждане на СПФ, материалът от аустенитната фаза преминава в двойникуван мартензит, когато върху обекта няма механично въздействие. При тази фазова трансформация във формата на обекта не настъпват изменения, а се запазва формата, която обектът е имал в аустенитната („родителска“) фаза. Обратният процес на връщане в аустенитната фаза се осъществява чрез загряване. Термичният цикъл има четири характеристични температури – начална температура на образуване на мартензитната фаза (Ms); крайна температура на образуване на мартензита (Mf), при която материалът е изцяло в тази фаза; начална температура на образуване на аустенитната фаза (As); крайна температура на образуване на аустенита (Af), при която трансформацията е завършена и материалът е изцяло в аустенитната фаза.
Абсолютните стойности на началните и крайните температури на трансформацията, както и ширината на хистерезиса, варират в много широки граници в зависимост от химическия състав на СПФ. Например, за биомедицинските приложения, съотношението на елементите на никел-титановата сплав се подбира така, че аустенитната фаза да се формира при температура на човешкото тяло.
„Родителската форма“ на обекта, която се „запомня“, се създава, когато той е загрят значително над крайната аустенитна температура Af.

#### Термомеханичен цикъл
Когато СПФ е в нискотемпературно състояние и има структурата на двойникуван мартензит, под действие на механичен стрес ориентацията на вариантите се изравнява, така че материалът придобива структурата на недвойникуван мартензит. Подобно на конвенционалните материали, при слабо въздействие деформацията на обекта е еластична. Над определена критическа величина на стрес, деформацията става пластична – обектът придобива друга форма, която се запазва и след премахването на стреса. При нагряването на обекта до температура Af, материалът преминава в аустенитна фаза, а обектът възстановява първоначална си форма. След охлаждането на обекта структурата на материала отново става двойникуван мартензит и формата на обекта не се променя. Ефектът на памет се реализира в процес на описания цикъл – деформация, загряване до Af, охлаждане – в резултат на който обектът е отново с „родителската“ му форма.
Описаният механизъм се отнася към памет на форма, наричана често „еднопосочна“, тъй като се „запомня“ само високотемпературната форма, а нискотемпературната се „забравя“.

## Псевдоеластичност
При някои материали от групата на СПФ фазовите трансформации между аустенит и мартензит могат да протичат под действие само на механичното натоварване, без да се променя температурата на обекта. В този случай, когато върху обекта в състояние на аустенит се въздейства с подходящ по величина механичен стрес, той се деформира, а неговата кристална решетка става недвойникуван мартензит. След премахване на стреса материалът се връща в аустенитната фаза и първоначалната форма на обекта се възстановява. Явлението се нарича също „свръхеластичност“, защото степента на обратимата деформация е много висока и при някои материали може да стига до 10%. Названието „псевдоеластичност“ отразява факта, че процесът е нелинеен и не се подчинява на закона на Хук за еластични тела.
Ефектът на псевдоеластичност се проявява при температура на материала над тази за пълната трансформация в аустенит, Af. Ако стресът се прилага при температури по-ниски от Af, възстановяването на формата е само частично. Температурният интервал, в който се реализира ефектът на псевдоеластичност, е ограничен и не е много широк – ако механичният стрес се прилага при температури, значително надвишаващи Af, постигнатата пластична деформация е перманентна. „Родителската“ форма, която е нужна и трябва да се помни, се създава при такива температури. 

## Двупосочна памет
За разлика от еднопосочната памет на форма, която е свойство, присъщо на материала, двупосочната памет е придобита характеристика. При двупосочната памет обектът притежава една форма в аустенитната фаза и друга в мартензитната и преминава между двете при загряване и охлаждане. Двете форми се създават чрез т.нар. трениране, използвайки разнообразни методи, повечето от които се състоят в прилагането на многократни механични и термични цикли. В резултат на трениране нискотемпературната фаза на СПФ не е двойникуван мартензит, а е една междинна мартензитна структура с преобладаваща ориентация на вариантите. За запомнянето на нискотемпературната форма на обекта се използват четири основни подхода:
- Термомеханични цикли. На обекта, който е в нискотемпературно състояние, се задава желаната форма, след което той се загрява и възстановява „родителската“ си форма. Процедурата е същата, както при еднопосочната памет на форма, т.е. в процес на загряване няма механично натоварване. Постепенно, след няколкократното повтаряне на цикъла, при охлаждане на обекта формата му започва спонтанно да се доближава до тази, задавана в мартензитната фаза.
- Термични цикли с механично ограничаване. На обекта в мартензитната фаза се задава нужната форма, след което той се закрепва с механични ограничители и се подлага на цикли загряване/охлаждане между температурите Af и Mf.
- Псевдоеластични цикли. Циклите се провеждат при температури над Af, при които трансформацията в мартензит е механично индуцирана. По време на всеки цикъл върху обекта в аустенитната фаза се въздейства, така че да той придобие форма, желана да се запази при ниската температура, след което той се освобождава и се връща в първоначалната форма. Като резултат на няколко цикъла формата на обекта в мартензитната фаза се запомня.
- Комбинирани термомеханични и псевдоеластични цикли. Обектът се загрява до над Af и чрез механично натоварване му се придава форма, желана при ниските температури. След това обектът се охлажда до под Mf, без да се премахва товарът. При достигане на тази температура обектът се освобождава от товара и отново се загрява до над Af.

Броят на цикли, необходим за „запомнянето“ на нискотемпературната форма, зависи от вида на СПФ.

## Приложения на СПФ

### Биомедицински приложения
За биомедицински приложения основно се използват никел-титанови сплави, поради тяхната добра биологическа поносимост, корозионна устойчивост и съвместимост с ядрено-магнитен резонанс. Съставът на сплавта се подбира така, че температурата на мартензитната трансформация да е близка до тази на тялото. Такива СПФ се използват за: 
- Сърдечно съдови приложения – устройства за затваряне на междупредсърден септален дефект, стентове за разширяване на атеросклерозни кръвоносни съдове. Използването на СПФ осигурява минимално инвазивен подход при тяхното поставяне, тъй като изделията се въвеждат в организма в свито състояние и след това под действие на температурата на тялото се разгръщат и придобиват нужната форма.
- Ортопедични приложения – пластина от СПФ се закрепва към двата края на счупената кост. При телесната температура пластината се стреми да възстанови първоначалната си дължина, при което осигурява постоянно притискане в точката на допира между счупените части. СПФ, предвид техните свръхеластични свойства, използват се също за изкуствена тазобедрената става.
- Ортодонтски приложения – при скоби и шини от СПФ отпада необходимостта от периодичното има затягане, тъй като те сами се свиват при наместване на зъбите, упражнявайки по този начин постоянен коригиращ натиск.
- Хирургически инструменти – използват се преди всичко при лапароскопски операции. Има съобщения и за специални кошнички от СПФ за отстраняване на камъни в бъбреците, пикочния мехур и жлъчните пътища.[13]

### Технически приложения
Свойството на СПФ да реагират на повишаването на температурата е предпоставка за тяхното използване в качество на сензори. Освен това, при промяна на температурата на обекта и съответно при неговото разтягане или свиване действат големи сили, така че СПФ могат да се използват за термомеханични актуатори. Използва се и свръхеластичното възстановяване (без нагряване) на формата.
- Строителна индустрия – жици от СПФ в някои случаи се включват в бетон. Такава арматура може да реагира на неговото напукване и чрез свое свиване да заличава големите пукнатини. СПФ арматурата може да бъде използвана също за потискане на вибрации на строителните обекти, като се настрои спрямо тяхната честота на собствените трептения.
- Транспортна индустрия – в автомобилостроене и самолетостроене СПФ се използват предимно като актуатори и за намаляване на вибрации.
- Пожарна безопасност – системи на базата на СПФ реагират на повишаване на температурата на околната среда като сензори и актуатори.
- Други приложения – куплунги за свързване на тръбите на нефто- и газопроводите, разгръщане на слънчевите панели в космическата промишленост, подобряване на еластичността на стикове за голф и др.

## Материали
Химическият състав на СПФ задава температурата на трансформация и ширината на хистерезиса, като тези параметри могат допълнително да се настройват чрез промяна на съотношението между компонентите или добавяне на нови елементи към сплавта. Материалите обикновено се произвеждат във вид на ламарини, жици, слитъци. За приложение при микро- и наноелектромеханични системи се разработват методи за отлагане на слоеве от СПФ. Представеният списък включва както добре изучени и комерсиализирани сплави, така и материали с ограничено приложение и обекти на продължаващите изследвания.
- никел-титанови сплави – съдържание на никел 55 – 60 тегл.%
- злато-кадмиеви сплави – съдържание на кадмий 46.5 – 50 ат.%
- сребърно-кадмиеви сплави – съдържание на кадмий 44 – 49 ат.%
- сплави на базата на мед – Cu-Zn-Al, Cu-Al-Ni, Cu-Al-Be
- сплави на базата на желязо – Fe-Mn-Si, Fe-Co-Cr
- сплави на базата на титан – Ti-Nb, Ti-Mo, Ti-V

Никел-титановите сплави притежават много качествени характеристики и имат най-широко приложение, въпреки високата им цена и трудната обработка. Отличават се с много добра биосъвместимост. Предимствата на сплавите на базата на мед са ниската цена и лесната обработка, те основно се използват за немедицински приложения. Сплавите на базата на желязо имат по-слабо изразена памет на форма, но са със значително по-ниска цена и обикновено се използват като еднократно действащ закрепващ елемент.

## История
Първи данни за обратими твърдотелни фазови трансформации се публикувани от шведския химик Арне Оландер (Arne Ölander)  при изучаване на злато-кадмиеви сплави.
През 1938 г. Гренингер (Alden Buchanan Greninger) и Мурадиан (Victor George Mooradian) наблюдават такива трансформации в медно-цинкови сплави. Мартензитната трансформация и термоеластичната реакция на мартензитната фаза по-подробно се изследват върху злато-кадмиеви сплави от съветските учени Курдюмов (Георгий Вячеславович Курдюмов) и Хандрос (Лев Григорьевич Хандрос) през 1949 г. и от американците Чанг (L.C. Chang) и Рийд (T.A. Read) през 1951 г.
СПФ привличат интерес десетилетие по-късно, след откриване на ефекта на памет при никел-титановите сплави в началото на 1960-те години. Те стават известни с общото наименование нитинол – акроним, съставен от химическите елементи на сплавта, Ni и Ti, и името на лабораторията (Naval Ordnance Laboratory), където материалът бе разработен.
Към СПФ спадат също феромагнитни сплави с памет на форма (ФСПФ), наричани също магнитни сплави с памет на форма (МСПФ), при които формата се променя под действие на магнитно поле. Магнитна памет на форма се наблюдава при монокристали от сплави на никел, манган и галий. За разлика от СПФ при магнитната памет няма фазова трансформация, ефектът се основава на магнитна анизотропия и трансформация между вариантите на мартензитната фаза на кристалната структура.
Освен метални сплави съществуват също полимери с памет на форма. Разработват се и т.н. хибридни структури с памет на форма. При тях ефектът на памет се дължи на различни физически процеси.